# Raionul Sambir, Liov
Sambir (în ucraineană Самбірський район, transliterat: Sambirskîi raion) este un raion din regiunea ucraineană Liov. Are reședința la Sambir.
Are o suprafață de 3.259,6 km². Populația este de 224.126 locuitori, determinată în 2021, prin estimare[*].

## Personalități
- Jerzy Franciszek Kulczycki de Saș (1640-1694) — curtean, diplomat și spion polono-lituanian al Războiului dintre Liga Sfântă și Imperiul otoman